# Vaszil Fjodaravics Jakusa
Vaszil Fjodaravics Jakusa, belaruszul: Васіль Фёдаравіч Якуша (Kijev, 1958. június 30. – 2020. november 24.) olimpiai ezüst- és bronzérmes szovjet-fehérorosz evezős.

## Pályafutása
Az 1980-as moszkvai olimpián egypárevezős versenyszámban ezüstérmet nyert. Az 1984-es Los Angeles-i olimpián a keleti blokk bojkottja miatt nem vehetett részt. Az 1988-as szöuli olimpián kétpárevezős versenyszámban Olekszandr Marcsankóval bronzérmet szerzett. A világbajnokságokon egy-egy ezüst- illetve bronzérmet szerzett.

## Sikerei, díjai
- Olimpiai játékok
  - ezüstérmes: 1980, Moszkva – egypárevezős
  - bronzérmes: 1988, Szöul – kétpárevezős
- Világbajnokság – egypárevezős
  - ezüstérmes: 1982
  - bronzérmes: 1986